# Перро, Фердинанд Виктор
Фердинанд Виктор Перро (фр. Ferdinand Victor Perrot; 1808[…], Пэмбёф — 16 сентября 1841, Санкт-Петербург) — французский художник-маринист XIX века, который в последние годы своей жизни работал в столице Российской империи Санкт-Петербурге, выполняя, в числе прочего, и заказы русского императорского двора.

## Биография
Фердинанд Виктор Перро родился в 1808 году во французском местечке Пэмбёф. В «Русском биографическом словаре» утверждается, что он «родился в г. Бресте в 1810 году» и впоследствии эта ошибка широко разошлась по Рунету, хотя юные годы он действительно провёл в портовом городе Бресте на западе Франции, в департаменте Финистер на побережье Атлантического океана.

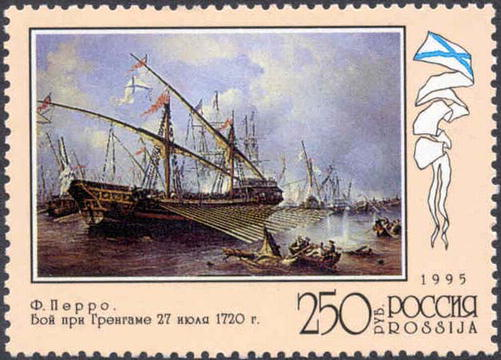
Почтовая марка России с картиной Фердинанда Перро

Обучался искусству рисования у Жана Антуана Теодора Гюдена, первого официального художника французского флота, который, по всей видимости, и привил юноше любовь к марине.
Живя во Франции, Перро исполнил, кроме картин, много (более 300) литографий. Сюжеты для них он черпал из своих многочисленных путешествий: Бретань, Нормандия, затем Англия и, наконец, Италия в 1837 году, откуда он привёз множество очаровательных набросков и рисунков на морскую тему. Это дало ему возможность выставляться во многих местах, в частности в Парижском салоне 1833 года.
В России (куда приехал по приглашению царя в 1840 году) выполнил большое количество заказов русской императрицы Александры Фёдоровны (супруги Николая I), а также несколько морских видов. При дворе его приняли очень хорошо: ему были предоставлены роскошные апартаменты в каждой из летних резиденций императорской семьи — Петергофе и Царском Селе, но художник всё равно скучал по родине.
Находясь в России, Фердинанд Виктор Перро начал издание «Видов Санкт-Петербурга и его окрестностей», но 16 сентября 1841 года умер (вероятно от кишечного туберкулеза, вызванного холерой, подхваченной ещё в Европе) в российской столице, где и был похоронен.
В 1944 году, во время Битвы за Брест, в ходе битвы за Нормандию Второй мировой войны, значительная часть картин Перро была уничтожена пожаром.

## Галерея

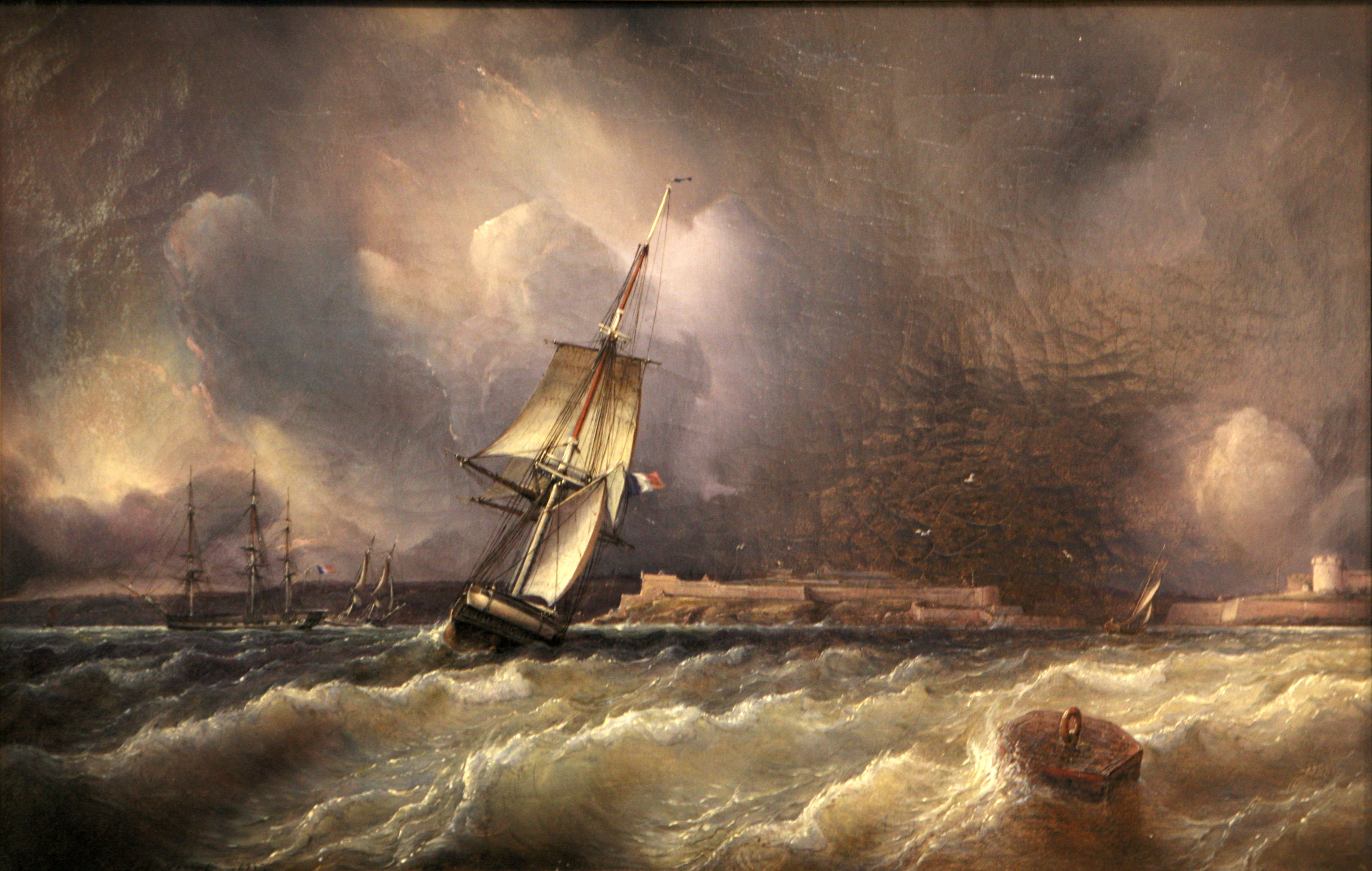
Вид на Брест со стороны гавани
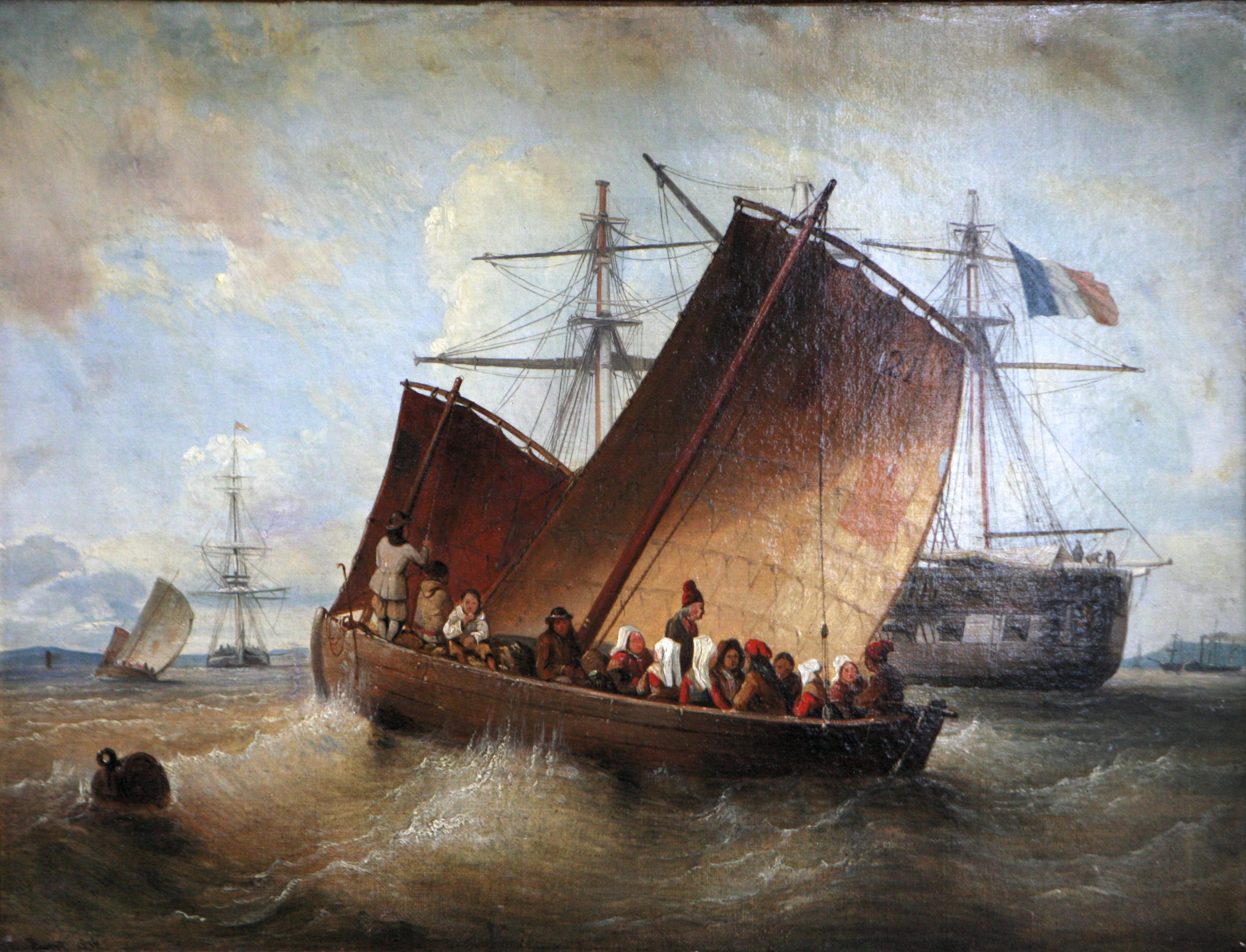
Барк Плугастеля
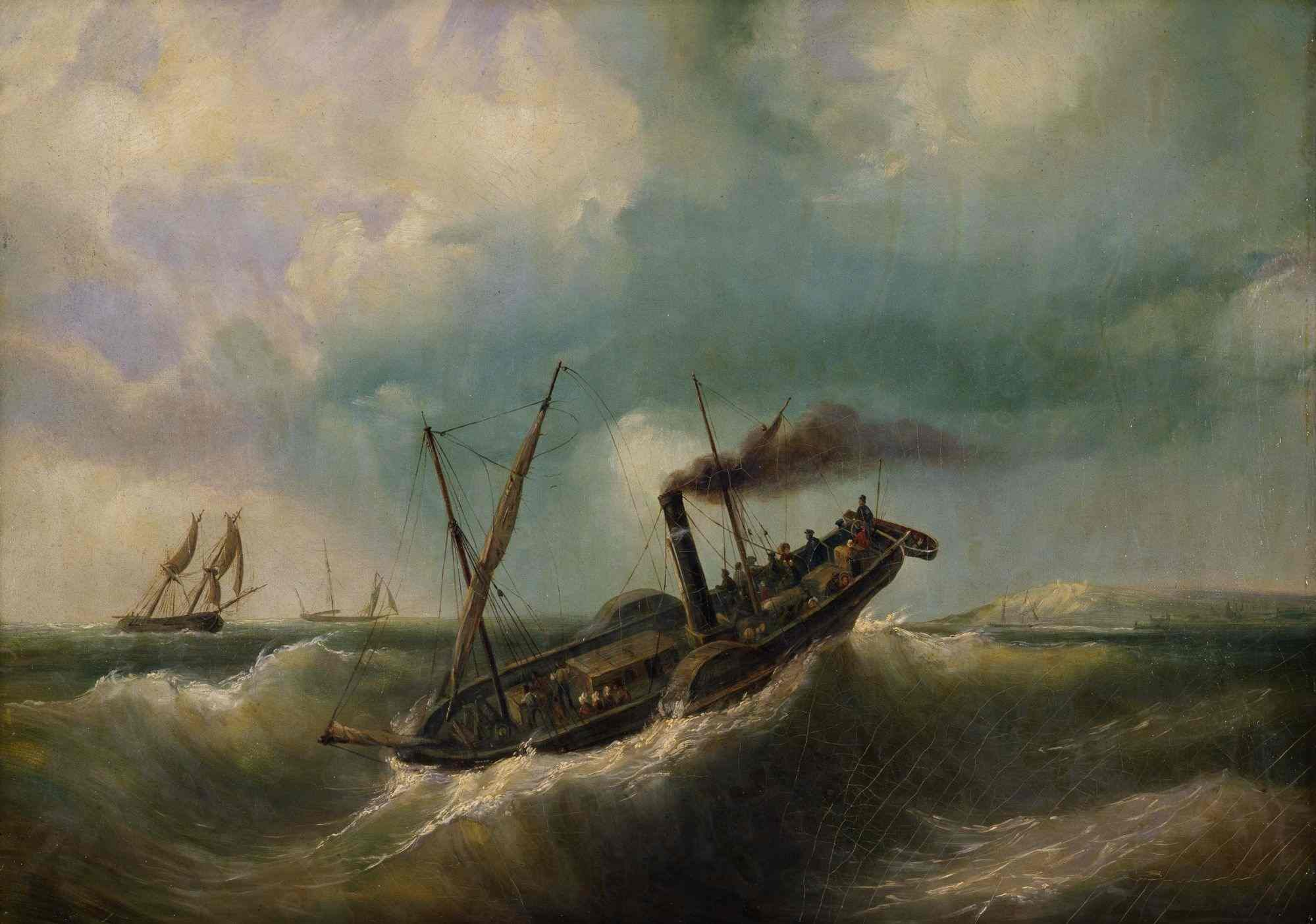
Пароход из Кале
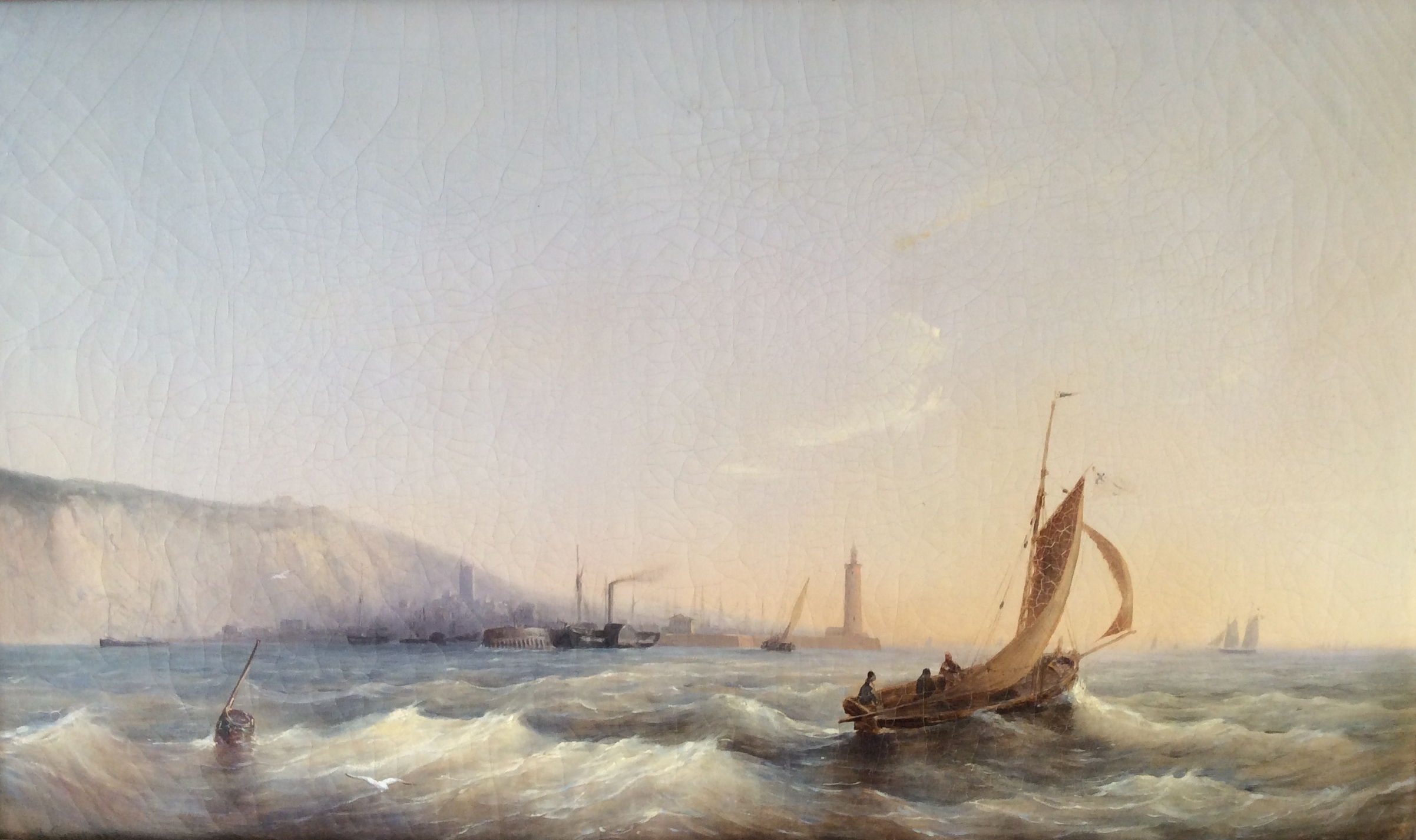
Вид Маргата
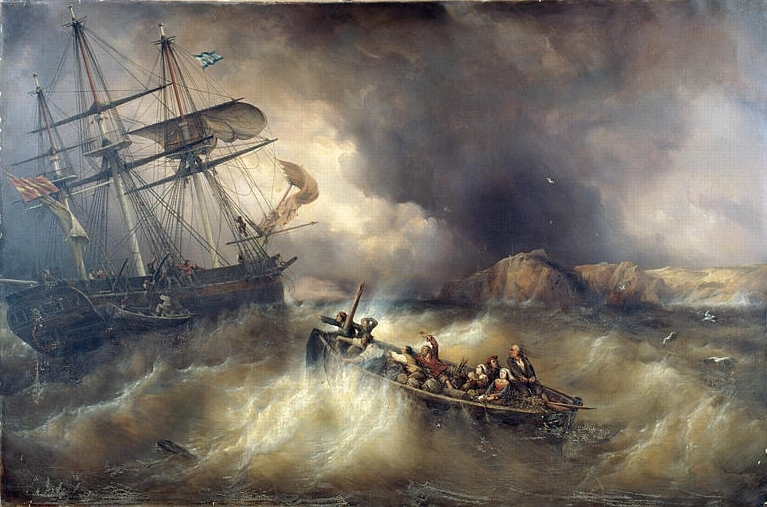
«Нептун» спасает рыбаков  из Нижней Бретани